# Il mondo è magia - Le nuove avventure di Pinocchio
Il mondo è magia - Le nuove avventure di Pinocchio (The New Adventures of Pinocchio) è un film del 1999 diretto da Michael Anderson.
È il sequel del film Le straordinarie avventure di Pinocchio del 1996, a sua volta basato sull'omonimo romanzo di Carlo Collodi. 

## Trama
Giugno del 1890. Sono passati tre anni da quando Pinocchio è diventato un bambino vero: ora ha 12 anni ed è un ragazzo studioso, nonostante spinto qualche volte dal suo amico Lucignolo a partecipare ad attività più divertenti. Geppetto, intanto, rimasto vedovo dopo la morte di Leona, si sta dedicando a creare uno spettacolo di marionette per vincere un premio indetto dal Principe di Toscana. Leona, tuttavia, è lungi dall'essere uscita dalla vita di Pinocchio, in quanto il suo spirito lo sta guidando sotto le fattezze di una bambina dai capelli turchini che solo lui può udire e vedere.
Lucignolo invita Pinocchio a marinare la scuola per assistere al Circo di Madame Flambeau, dove delle strane creature sono esposte come animali dello zoo, tra questi vi sono pure Volpo e Felinetta, ritornati parzialmente umani. L'attrazione principale è l'Elisir di Madame Flambeau, un siero che può guarire la gente da qualsiasi malattia o affanno. Tornato a casa, Pinocchio scopre che suo padre si è ammalato, Pinocchio e Lucignolo tornano al Circo e comprano due Elisir di Madame Flambeau, che non domanda nulla in cambio del siero. Lucignolo beve il suo Elisir, nella speranza di diventare più forte e intelligente e Pinocchio somministra la sua boccetta a Geppetto.
Il giorno dopo Geppetto torna al lavoro, ma padre e figlio scoprono che il falegname è diventato una marionetta vivente. Pinocchio domanda spiegazioni a Madame Flambeau, che spiega che lei è Gina Cardellini, la vedova di Lorenzini, e che, dopo che Pinocchio era stato riconosciuto da Volpo e Felinetta, aveva tentato di somministrargli un Elisir dopato per vendicarsi della sorte di suo marito. I due sono poi portati al Circo in modo che Geppetto diventi uno dei fenomeni e Pinocchio un addetto alle pulizie in modo da poter pagare i due Elisir: Pinocchio realizza che anche Lucignolo è in pericolo, e difatti è stato trasformato in un asinello marino ed è già esposto in uno degli acquari del circo.
Nonostante la situazione, Geppetto adora la sua nuova forma, in quanto non soffre più di dolori della vecchiaia ed è pieno di vitalità, ma Pinocchio non è altrettanto felice. L'unico ad essere di aiuto a Pinocchio nel circo è un nano di nome Peppino che gli dona un ciondolo. Pinocchio, infine, per poter salvare almeno Lucignolo dal finire nella piatto di Madame Flambeau, domanda che venga liberato, in cambio accetterà di diventare di nuovo una marionetta. Madame Flambeau gli fa somministrare l'Elisir, ma si rifiuta di liberare Lucignolo, in quanto deve essere sicura che le due marionette viventi possano farle vincere il concorso indetto dal Principe.
Volpo e Felinetta, volendo tornare umani, decidono di rapire Geppetto e Pinocchio per poi chiedere l'Elisir come riscatto. Madame Flambeau accetta, ma i due scoprono di aver rapito solo Geppetto e che Pinocchio si era a sua volta fatto rapire da Peppino assieme a Lucignolo per seguire le pulsazioni del suo ciondolo nella foresta vicina. Madame Flambeau infrange la sua promessa e corre a cercare con il suo circo Peppino. Peppino, intanto, rivela di essere Pepe, il Grillo Parlante, che ha assunto sembianze umane per conto della bambina dai capelli turchini.
Madame Flambeau decide di accendere un falò dove bruciare Geppetto e Pinocchio, e si rivela essere Lorenzini. Sconvolti dalla scoperta, Pinocchio e Geppetto trovano una grotta segreta e si addentrano assieme a Lucignolo e Pepe, trovando al suo interno una fontana magica. Lucignolo cade nella fontana e ne esce bambino. La bambina dai capelli turchini rivela che Leona non era altro che una ninfa e che questa fontana serve a trasformare la gente in quello che è veramente. Lorenzini giunge sul posto e, volendo guarire dopo l'incidente, si butta nella fontana ma ne riemerge come un mostro deforme e scappa via. Geppetto e Pinocchio, allora, fanno per buttarsi ma si chiedono se Pinocchio riuscirà a tornare bambino in questo modo, quando la sua forma originale era quella di marionetta. Pinocchio decide di buttarsi e torna bambino, Geppetto torna anche lui umano e guarisce dalle sue malattie. Anche Volpo e Felinetta, rimasti soli, decidono di buttarsi, ma scoprono che quella che posseggono è già la loro forma originale.
Lorenzini diventa l'attrazione principale del suo Circo, che passa a Geppetto, il cui spettacolo di marionette gli fa vincere la gara, ma poi misteriosamente il mostro scappa e non si fa più vedere. Pinocchio rimane colpito da quella ragazza simile alla bambina dai capelli turchini, Isabella, e si innamora di lei.